# Elmsfeuer

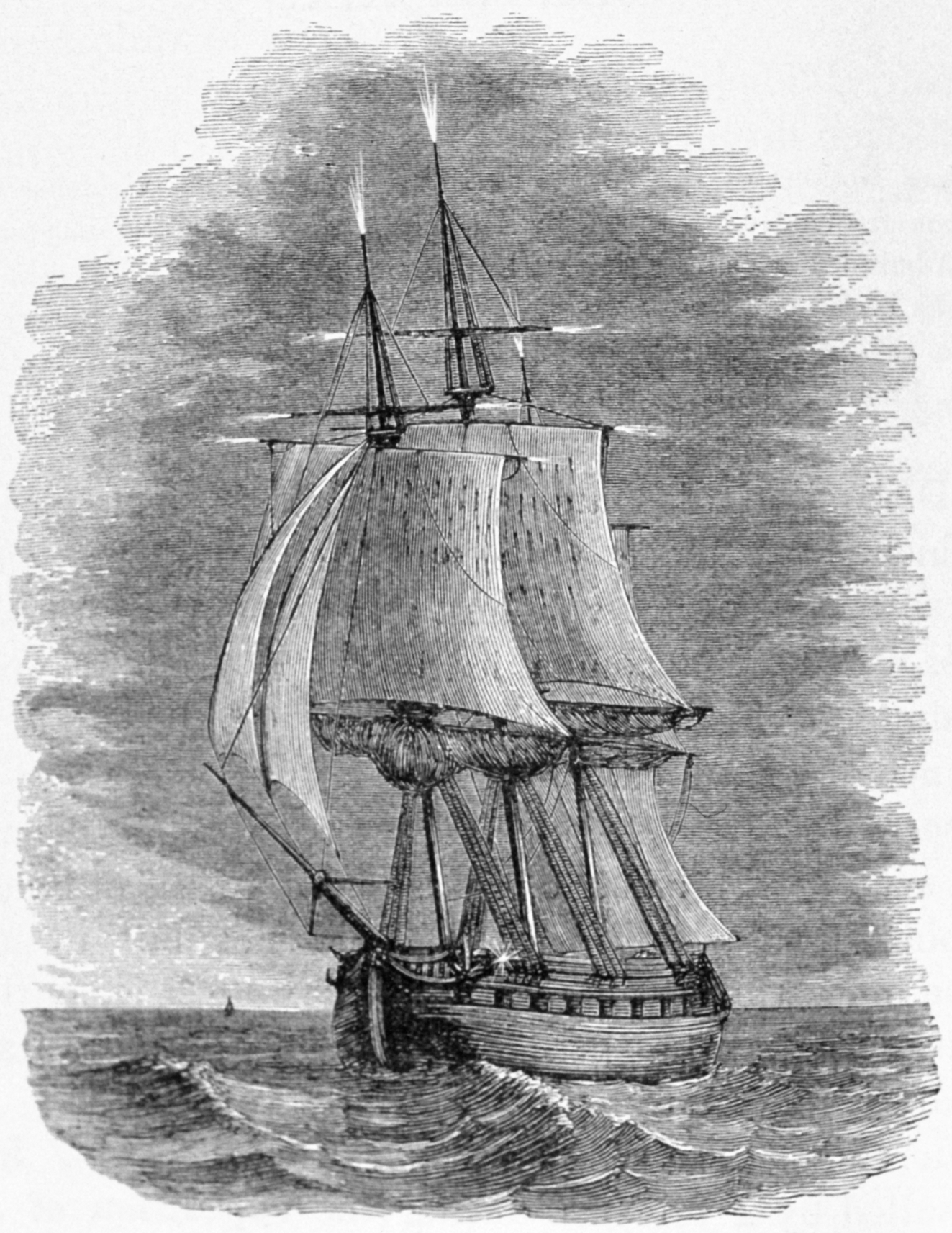
Elmsfeuer an den Mastspitzen eines Schiffes auf dem Meer

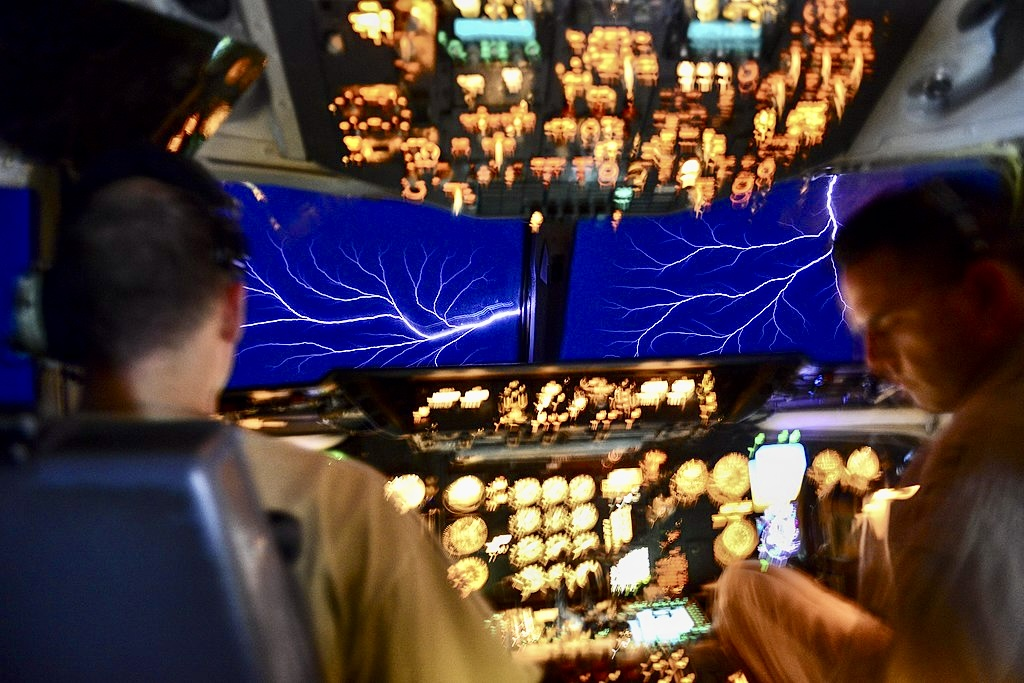
Elmsfeuer an der Frontscheibe eines Flugzeugs

Ein Elmsfeuer (Sankt-Elms-Feuer, Eliasfeuer) ist eine durch elektrische Ladungen hervorgerufene Lichterscheinung (Elektrometeore). Es ist nach dem heiliggesprochenen Bischof Erasmus von Antiochia (ca. 240–303, italienisch Elmo) benannt, den Seeleute früherer Zeiten anriefen, wenn sie durch einen Sturm in Not gerieten.

## Beschreibung
Bei einem Elmsfeuer handelt es sich um eine kontinuierliche Koronaentladung in der Atmosphäre, die bei gewittrigen Wetterlagen mit elektrischen Feldstärken von mehr als 100 kV/m auftritt. Die Länge eines Elmsfeuers beträgt oft weniger als 30 cm. Das Elmsfeuer kann unter diesen Bedingungen an hohen, spitzen Gegenständen, wie zum Beispiel Schiffsmasten, Kirchtürmen, Bergspitzen und Stacheldrahtzäunen, beobachtet werden. Es tritt auch an Frontscheiben von Flugzeugen auf.
Auch im Gebirge, bei einer nahenden Gewitterfront, tritt dieses Wetterphänomen auf. Besonders im Bereich des Gipfelkreuzes kann es, gepaart mit einem charakteristischen Surren (Pickelsausen), zu diesen Erscheinungen kommen.
Bei einem Elmsfeuer besteht unmittelbare Blitzgefahr. Aufgrund der Spektrallinien der Gase Sauerstoff und Stickstoff leuchten Elmsfeuer in der Erdatmosphäre blauviolett.